# Соннера, Пьер
Пьер Соннера (фр. Pierre Sonnerat) — французский натуралист и путешественник.

## Биография
Пьер Соннера был племянником французского ботаника Пьера Пуавра. Он совершил множество поездок. С 1769 по 1772 год в Юго-Восточную Азию, при этом он посетил Филиппины и Молуккские острова, а с 1774 по 1781 год в Индию и Китай. Он первым описал южнокитайское дерево личи.

## Почести
В его честь назван род растений Sonneratia семейства дербенниковые (Lythraceae), а также серая джунглевая курица (Gallus sonneratii).

## Труды
- Voyage à la Nouvelle-Guinée (1776)
- Voyage aux Indes orientales et à la Chine, fait depuis 1774 jusqu'à 1781 (1782)